# Wengen Jungfrau
Il Wengen Jungfrau (4.089 m s.l.m.) è una montagna della Catena Jungfrau-Fiescherhorn.
È inserita nella lista secondaria delle Vette alpine superiori a 4000 metri.

## Caratteristiche
Il Wengen Jungfrau si eleva lungo la cresta che si diparte verso nord dalla vetta del Jungfrau, di cui ne è considerata un'anticima.

## Rifugi
- Mönchsjochhütte - 3658 m
- Rottalhütte - 2755 m